# Onagrodes eucineta
Onagrodes eucineta là một loài bướm đêm trong họ Geometridae.